# Expedición Robinson (programa de televisión argentino)
Expedición Robinson es un reality show de supervivencia y competencia argentino que sigue a un grupo de participantes abandonados en una isla remota con el objetivo de ganar una cifra millonaria en pesos. Se trata de una adaptación del formato sueco Robinson estrenado en 1997 y fue distribuido en otros territorios con el título Survivor. Las primeras dos temporadas fueron emitidas por Canal 13 entre los años 2000 y 2001 bajo la conducción de Julián Weich. Tiempo después, Banijay adquirió los derechos del programa para realizar una nueva temporada bajo el nombre de Survivor, conducida por Marley que pasó a emitirse por Telefe y también en la plataforma de video bajo demanda Disney+.
La primera temporada fue estrenada el 2 de octubre de 2000. Luego, la segunda temporada se lanzó el 29 de marzo de 2001. La tercera temporada se estrenó el 15 de julio de 2024.

## Formato
El programa sigue un grupo de personas que son abandonados en una isla, donde son separados en dos tribus y deberán convivir durante varios días. En ese tiempo, las tribus deben competir en desafíos físicos e intelectuales para ganar recompensas y la inmunidad que los pone a salvo de la eliminación. La tribu que resulte perdedora en estos desafíos tendrá que asistir al consejo tribal, donde deben eliminar a uno de sus compañeros a través de un proceso de votación en secreto.
En el momento en que las tribus se van reduciendo se producirá la fusión de ambas. En esta instancia, la inmunidad pasa a ser individual quedando los demás jugadores en riesgo de eliminación. Los participantes que sean eliminados en esta etapa del juego pasan a conformar el jurado, que será el responsable de votar al ganador hasta que queden solamente dos concursantes en la competencia. 
En el último consejo tribal, los finalistas deberán explicar al jurado las razones por las que se merecen ganar y a la vez contestar sus preguntas con respecto a su desempeño en general en el juego. Luego, el jurado vota qué jugador debe ser considerado el único sobreviviente y ganar el gran premio del programa que en las primeras dos temporadas fueron $ARS 100.000 pesos.
A partir de la tercera temporada, se implementaron algunos cambios en el formato como el incremento de la cantidad de participantes y de días en la isla. También, se incorporó el ídolo de inmunidad, un talismán oculto en cada campamento, que puede ser encontrado por un sobreviviente y tiene el poder de anular los votos en su contra en el consejo tribal, pero debe ser jugado antes de la lectura de los votos.
Además luego de realizarse el penúltimo "Consejo tribal" en la etapa de equipos y darse a conocer al eliminado, se presentó también a "La Isla del Muerto", un área aislada donde los últimos dos participantes eliminados compitieron entre sí en un duelo. En donde el ganador del duelo regresaba al juego para formar parte de la última etapa de la competencia, la "Unificación".

## Resumen de ediciones
| Temporada | Número de     | Número de | Fecha de emisión                      | Conductor    | Canal  | Ubicación                | Resultado         | Resultado      | Ref.   |
| Temporada | Participantes | Días      | Fecha de emisión                      | Conductor    | Canal  | Ubicación                | Ganador(a)        | Subcampeón(a)  | Ref.   |
| --------- | ------------- | --------- | ------------------------------------- | ------------ | ------ | ------------------------ | ----------------- | -------------- | ------ |
| 1         | 16            | 49        | 2 de octubre – 2 de diciembre de 2000 | Julián Weich |        | Panamá                   | Sebastián Martino | Adrián Miani   | [ 13 ] |
| 2         | 16            | 39        | 29 de marzo – 14 de mayo de 2001      | Julián Weich | Belice | María Victoria Fernández | Carla Levy        | [ 14 ]         |        |
| 3         | 25            | 60        | 15 de julio – 11 de octubre de 2024   | Marley       |        | Colombia                 | Eugenia Propedo   | Baltasar López | [ 15 ] |

## Programas derivados
El 15 de julio de 2024, luego del estreno de la tercera temporada, Disney+ lanzó el programa Mucho más Survivor: Expedición Robinson en su catálogo, mostrando en cada episodio material inédito de la vida en el campamento y otras escenas de los desafíos de beneficio e inmunidad.
Luego, Telefe anunció que incorporaría a su programación el programa semanal El debate de Survivor, Expedición Robinson, que contaría con la conducción de Marley, mientras que el panel estaría conformado por Pía Shaw, Juariu y Federico Bongiorno; y también por los participantes que van siendo eliminados. El concepto del programa gira en torno al análisis de las estrategias de los supervivientes, como así también una entrevista con el último eliminado.

## Premios y nominaciones
| Año  | Premio        | Categoría                                                                       | Receptor                      | Resultado | Ref.          |
| ---- | ------------- | ------------------------------------------------------------------------------- | ----------------------------- | --------- | ------------- |
| 2024 | Premios Produ | Mejor contenido de realidad de competencia adaptado                             | Survivor, expedición Robinson | Ganador   | [ 19 ] [ 20 ] |
| 2024 | Premios Produ | Mejor contenido / programa que promueve la diversidad e inclusión: discapacidad | Survivor, expedición Robinson | Nominado  | [ 19 ] [ 20 ] |